# Prandina
 (mai 2014).
Si vous disposez d'ouvrages ou d'articles de référence ou si vous connaissez des sites web de qualité traitant du thème abordé ici, merci de compléter l'article en donnant les références utiles à sa vérifiabilité et en les liant à la section « Notes et références ».
 (juillet 2014).

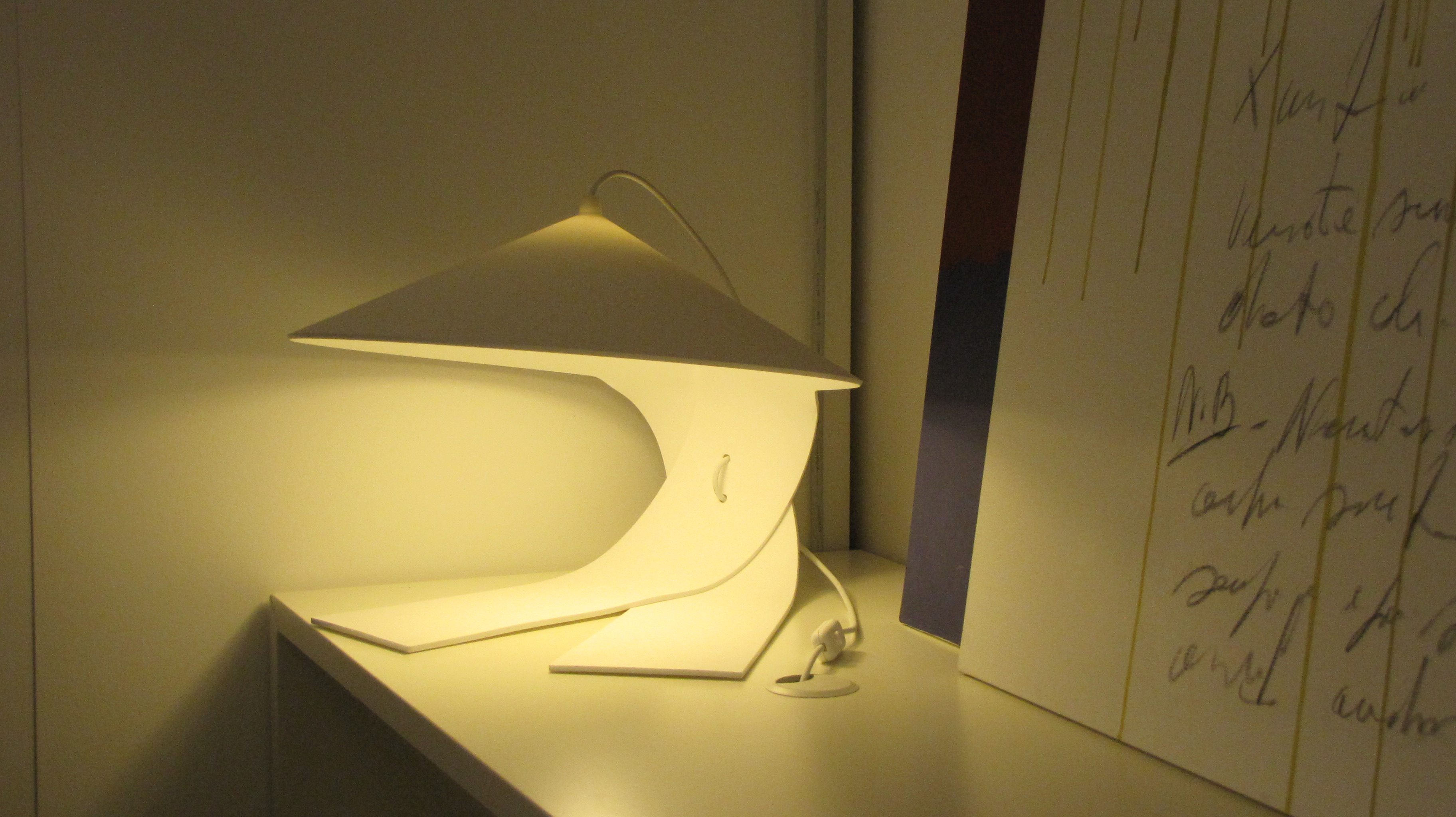
La lampe Hanoi, lauréat du Prix grandesignEtico 2012

Prandina est une société italienne, fabricant de luminaires design, fondée en 1982.
L'entreprise gagne le « grandesignEtico Award » en 2012 grâce à la lampe de table Hanoi. En avril 2013, Prandina exposait ses créations durant la semaine du design à Milan lors du Triennale de Milan. La création artistique, nommée Sable, Feu et l'air vient du designer Filippo Protasoni qui avait pour but de raconter l'histoire du verre, de son origine matérielle: le sable.

## Description
La société est membre de l'ADI (Associazione per il Disegno Industriale) (Association pour le Design Industriel). Prandina est présent sur les marchés de l'Europe, du Nord et Amérique du Sud, Moyen-Orient et les pays asiatiques.
Le verre est le principal matériau utilisé dans les produits de Prandina (lampadaires, plafonniers, appliques murales, lampes de table et lampes de suspension), même si dernièrement, nous avons vu une augmentation de l'utilisation de différents matériaux qui reproduisent mieux l'idée de base de certains projets. Prandina est impliqué à la fois avec la réalisation et la conception de ses produits. Prandina, pour la réalisation des produits, utilise le laiton, l'acier inoxydable, et d'autres. Prandina maîtrise le soufflage du verre et le moulage en s'appuyant sur des techniques et des procédés modernes.
L'entreprise étudie et développe le design de ses produits avec son propre service technique et peut compter sur la collaboration de divers designers appartenant à la fois à la scène italienne et internationale, y compris Mario Mengotti, Admiraal Captein, Bakerygroup, Federico Churba, bureau d'études Serge Cornelissen, Katja Hettler / Jula Tüllmann, Theodor Neumaier, Stefano Olivieri, Alberto Pasetti, Per Kristian Pettersen, Christian Ploderer, Philip Protasoni, Luc Ramaël, Sandro Santantonio conception.